# Lee Harris (bubeník)
Lee David Harris (* 20. července 1962) je anglický bubeník a hudebník.

## Život
Harris chodil na střední školu s Paulem Webbem a stali se dobrými přáteli. Hráli v reggae skupině Escalator předtím, než byli přijati do skupiny Talk Talk v roce 1981. Harris hrál na bubny ve skupině Talk Talk do roku 1991. Na začátku 90. let Harris spolu s Webbem vytvořili experimentální hudební projekt .O.Rang.
Harris hrál na bicí na albu zpěvačky Beth Gibbons Out of Season (2002), na albu norské skupiny Midnight Choir 's Waiting for the Bricks to Fall (2003) a na albu britské skupiny Bark Psychosis Codename: Dustsucker (2004). Byl také součástí projektu Magnetic North Iana Tregoninga.